# Бониту (Пернамбуку)
Бониту (порт. Bonito) — муниципалитет в Бразилии, входит в штат Пернамбуку. Составная часть мезорегиона Сельскохозяйственный район штата Пернамбуку. Входит в экономико-статистический микрорегион Брежу-Пернамбукану. Население составляет 39 111 человек на 2007 год. Занимает площадь 399,50 км². Плотность населения — 98 чел./км².

## История
Город основан в 1839 году.

## Статистика
- Валовой внутренний продукт на 2005 год составляет 121 780 000 реалов (данные: Бразильский институт географии и статистики).
- Валовой внутренний продукт на душу населения на 2005 год составляет 3084 реала (данные: Бразильский институт географии и статистики).
- Индекс развития человеческого потенциала на 2000 год составляет 0,593 (данные: Программа развития ООН).

## География
Климат местности: тропический. В соответствии с классификацией Кёппена, климат относится к категории As.